# Boda secreta
Boda secreta of Secret Wedding is een Argentijns-Nederlandse dramafilm uit 1989, geregisseerd door Alejandro Agresti. De film ontving het Gouden Kalf voor de Beste Speelfilm op het Nederlands Film Festival van 1989. Vanwege de verwijzingen naar de Argentijnse dictatuur werd de film lange tijd niet vertoond in Argentinië. Echter, in juni 2004 vond de eerste vertoning van de film er plaats op de nationale televisie.

## Verhaal
De politie houdt een naakte man aan die doelloos rondzwerft buiten het metrostation in Buenos Aires. Nadat hij naar het politiebureau is gebracht, blijkt dat er geen registratie van hem is voor de afgelopen 12 jaar. De enige herinnering die hij heeft, is aan zijn vriendin, die hij al die jaren geleden in zijn geboorteplaats heeft achtergelaten. Bij zijn vrijlating besluit hij terug te reizen naar zijn geboorteplaats. Tot zijn verbazing ontdekt hij zijn vriendin, Tota, die hem niet herkent en worstelt met ernstige emotionele problemen sinds het verliezen van contact met haar vriend. In een poging dichtbij haar te zijn, kiest Fermín (Tito Haas) ervoor om in haar buurt te blijven als vriend. Terwijl hij zijn eigen vergeten verleden ontrafelt, begint Fermín de onderdrukkende omstandigheden van de stad opnieuw te beleven, verergerd door de politieke manoeuvres van de lokale priester. Zonder dat hij het weet, raakt Fermín verstrikt in een soortgelijke strijd tegen de krachten die zijn verdwijning in de jaren 1970 veroorzaakten.

## Rolverdeling
- Floria Bloise als Doña Patricia
- Mirta Busnelli als Tota
- Tito Haas als Fermín
- Elio Marchi als Leandro
- Enrique Morales
- Nathán Pinzón als Pastoor
- Sergio Poves Campos als Pipi
- Carlos Roffé als Merello
- Ernesto Ciliberti
- Susana Cortínez
- Raul Santangelo
- Alfredo Noberasco
- Ernesto Arias
- Enrique Mazza als politieman
- Hugo Padula
- Ariel Chichizola
- Carlos Larrache